# امپراطوری زمین: هنر فتح
«امپراطوری زمین: هنر فتح» (انگلیسی: Empire Earth: The Art of Conquest) یک بازی ویدئویی در سبک راهبرد بی‌درنگ است که توسط سییرا اینترتینمنت و در سال ۲۰۰۲ منتشر شد. «امپراطوری زمین: هنر فتح» در پلت‌فرم مایکروسافت ویندوز منتشر شده‌است.